# رومانا تيدجاكوسوما
رومانا تيدجاكوسوما مواليد 24 يوليو 1976 في جمبي، إندونيسيا، هي لاعبة كرة مضرب إندونيسية سابقة بدأت مسيرتها كمحترفة سنة 1990 وكانت تلعب باليد اليمنى، اعتزلت اللعب في 2013. أعلى تصنيف لها في الفردي كان المركز الـ 82 في سنة 1994. أعلى تصنيف لها في الزوجي كان المركز الـ 114 في سنة 1995. سبق أن شاركت في دورة الألعاب الأولمبية الصيفية.

## روابط خارجية
- رومانا تيدجاكوسوما على موقع رابطة محترفات التنس (الإنجليزية)
- رومانا تيدجاكوسوما على موقع الاتحاد الدولي لكرة المضرب (الإنجليزية)
- رومانا تيدجاكوسوما على موقع كأس بيلي جين كينغ (الإنجليزية)
- رومانا تيدجاكوسوما على موقع خلاصة التنس.كوم (الإنجليزية)
- رومانا تيدجاكوسوما على موقع أوليمبيديا (الإنجليزية)